# Троїцький собор (Іжевськ)
Троїцький собор (Собор Святої Трійці) — православний храм в Іжевську, побудований в 1812—1814 роках за проектом архітектора С. О. Дудіна. Один із найстаріших храмів Іжевська.

## Історія створення
Вперше Троїцька церква згадується в архівних документах 20 березня 1782 року. Будівництво храму велося на місці дерев'яної каплиці, зведеної тут в 1782 році. У 1810 році дерев'яна будівля була знищена пожежею, і на її місці в 1812 році було розпочато будівництво нового кам'яного цвинтарного храму. 2 листопада 1814 року протоієреєм Захарієм Лятушевичем було здійснене освячення храму.
У період з 1852 по 1857 рік до храму була прибудована низька дзвінниця (проект архітектора Коковихіна І. Т.). У 1912—1914 роках була побудована триярусна дзвінниця за проектом архітектора Чарушина І. А..

## Радянський період
У 1937 році був проведений арешт всіх духовних осіб, котрі служили на той момент в Троїцькому соборі, а рішенням Президії ЦВК УАССР собор був закритий. Було розстріляно, серед інших:
- священника Трохима Михайловича Стерхова
- ігумена Якова (Башкова)
- настоятеля Троїцького собору, протоієрея Андрія Вікторовича Волкова
- протодиякона Стефана Ажгихіна

Засуджений до 10 років таборів священник Димитрій Іполитович Замятін помер у таборі 17 квітня 1938 року.
258-пудовий дзвін був скинутий з дзвінниці і розбитий. У 1939 році був розібраний купол і вівтарна частина храму. У 1945 році протоієрей Григорій Трохимович Грачов (колишній настоятель Успенської церкви) був призначений настоятелем Троїцького собору.
17 березня 1946 року відбулася перша служба знову відкритого храму. 12 вересня 1946 року храм став кафедральним Собором.
У соборі був похований архієпископ Іжевський і Удмуртський Ювеналій (Кілін) († 28.12.1958).

## Сучасність
З 1985 по 1991 рік, за проектом архітектора С. А. Макарова, була побудована одноярусна дзвінниця, двоповерхові прибудови до собору, а також був збудований хрестинний храм, освячений на честь святого Івана Хрестителя.
У 2000 році на честь великомученика і цілителя Пантелеймона на території собору був збудований новий храм. Також була облагороджена внутрішня територія собору, розбиті та оформлені газони, облаштована невелика водойма з фонтаном й альпійською гіркою для відпочинку парафіян з дітьми.

## Галерея

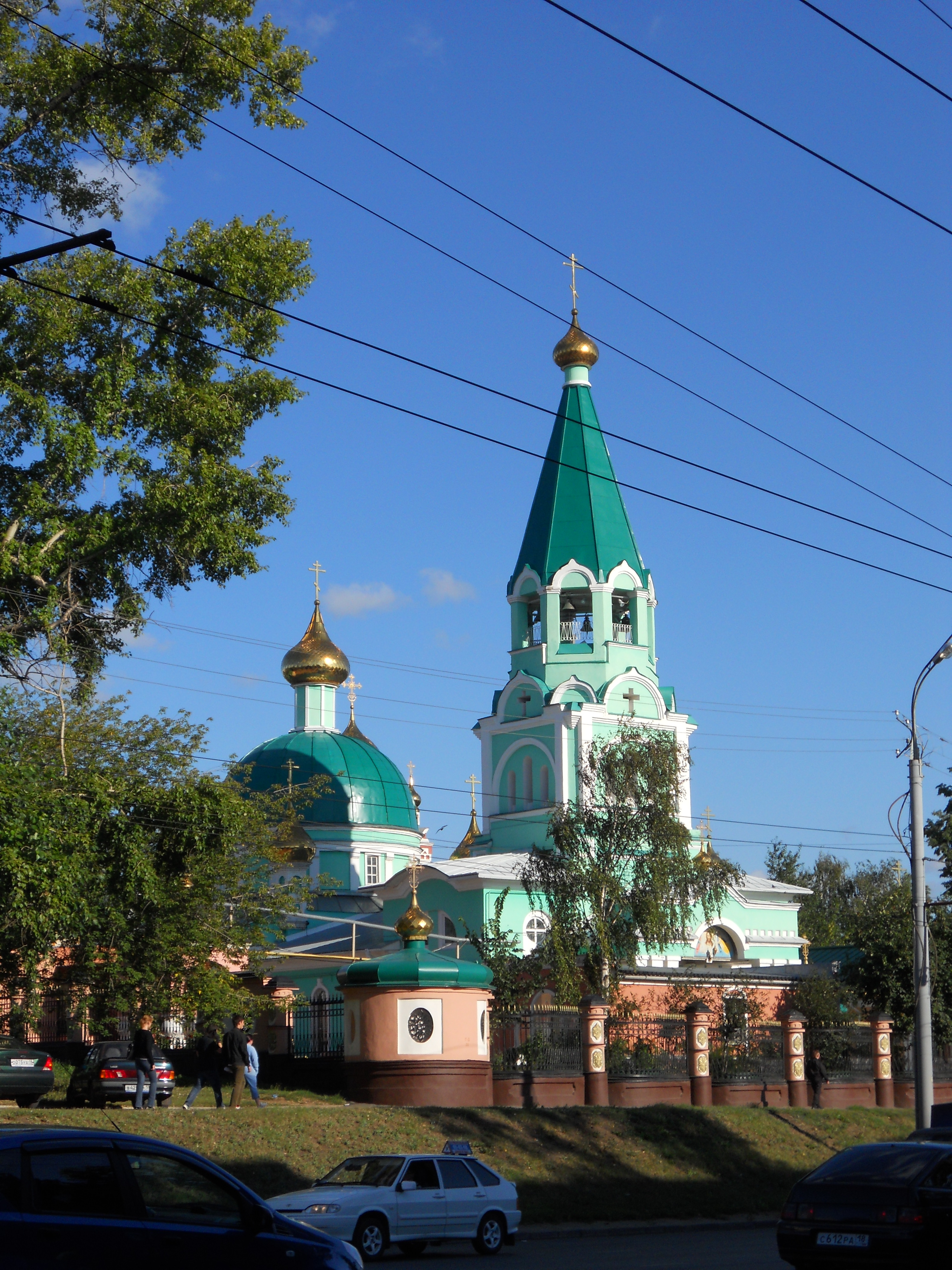
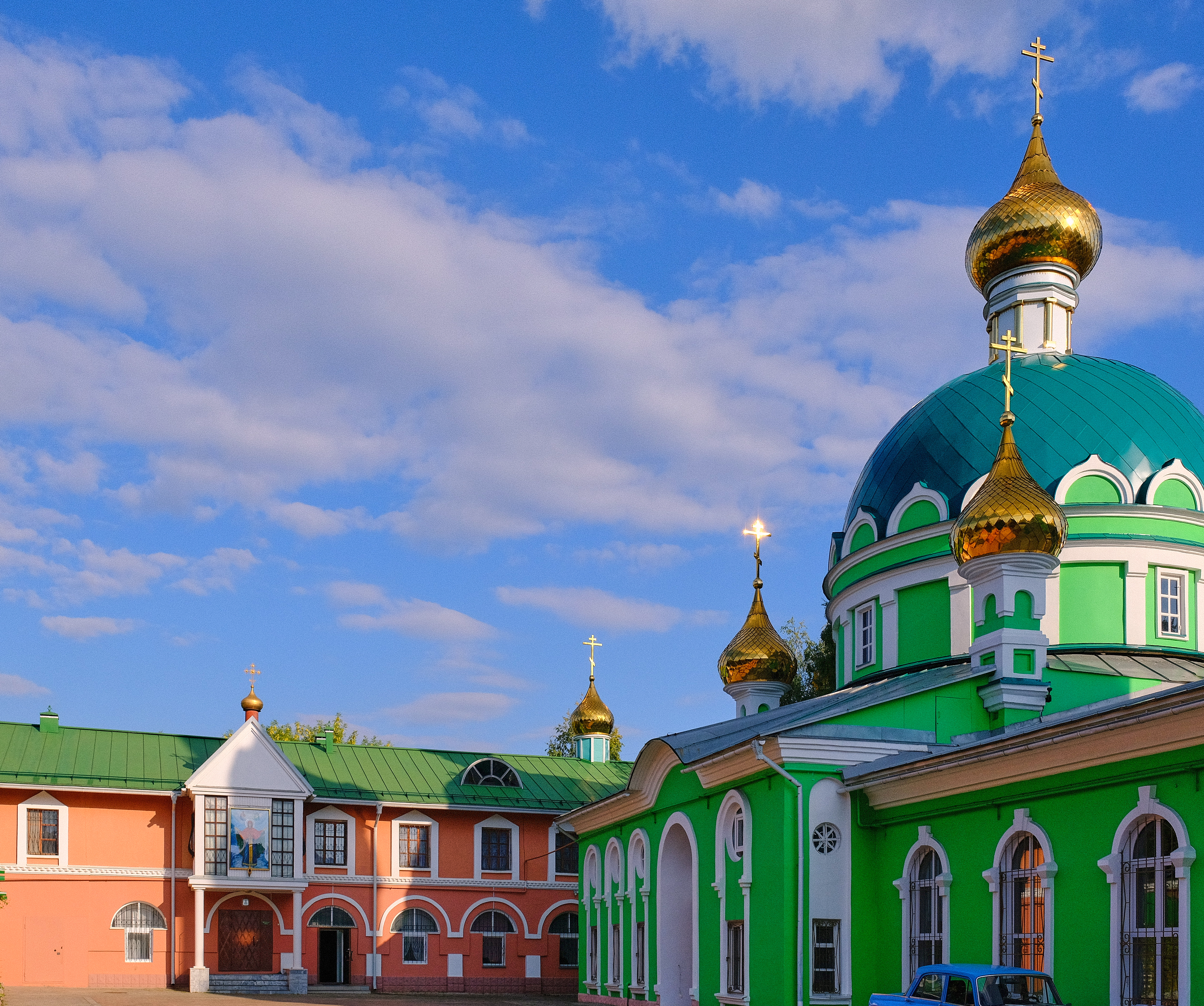
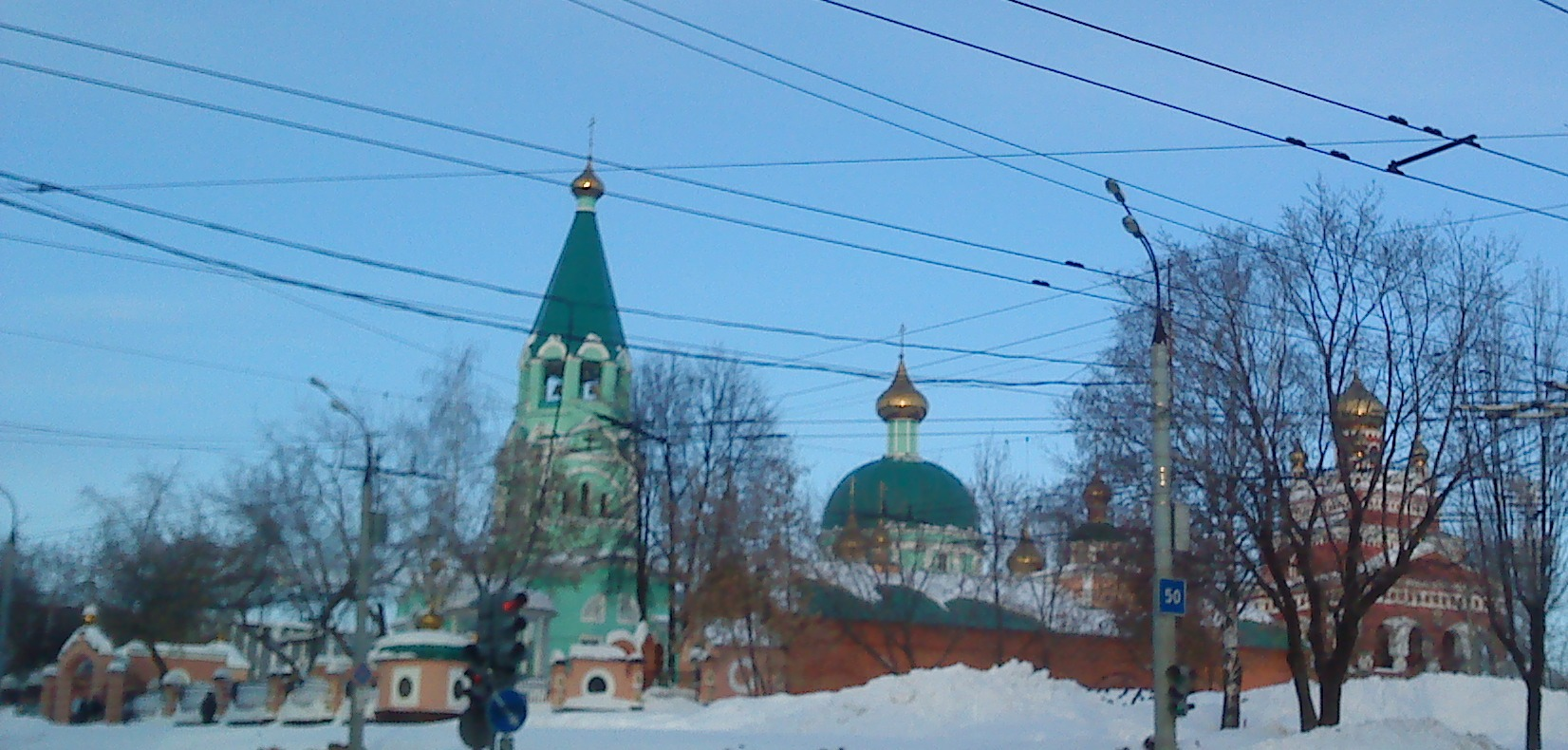
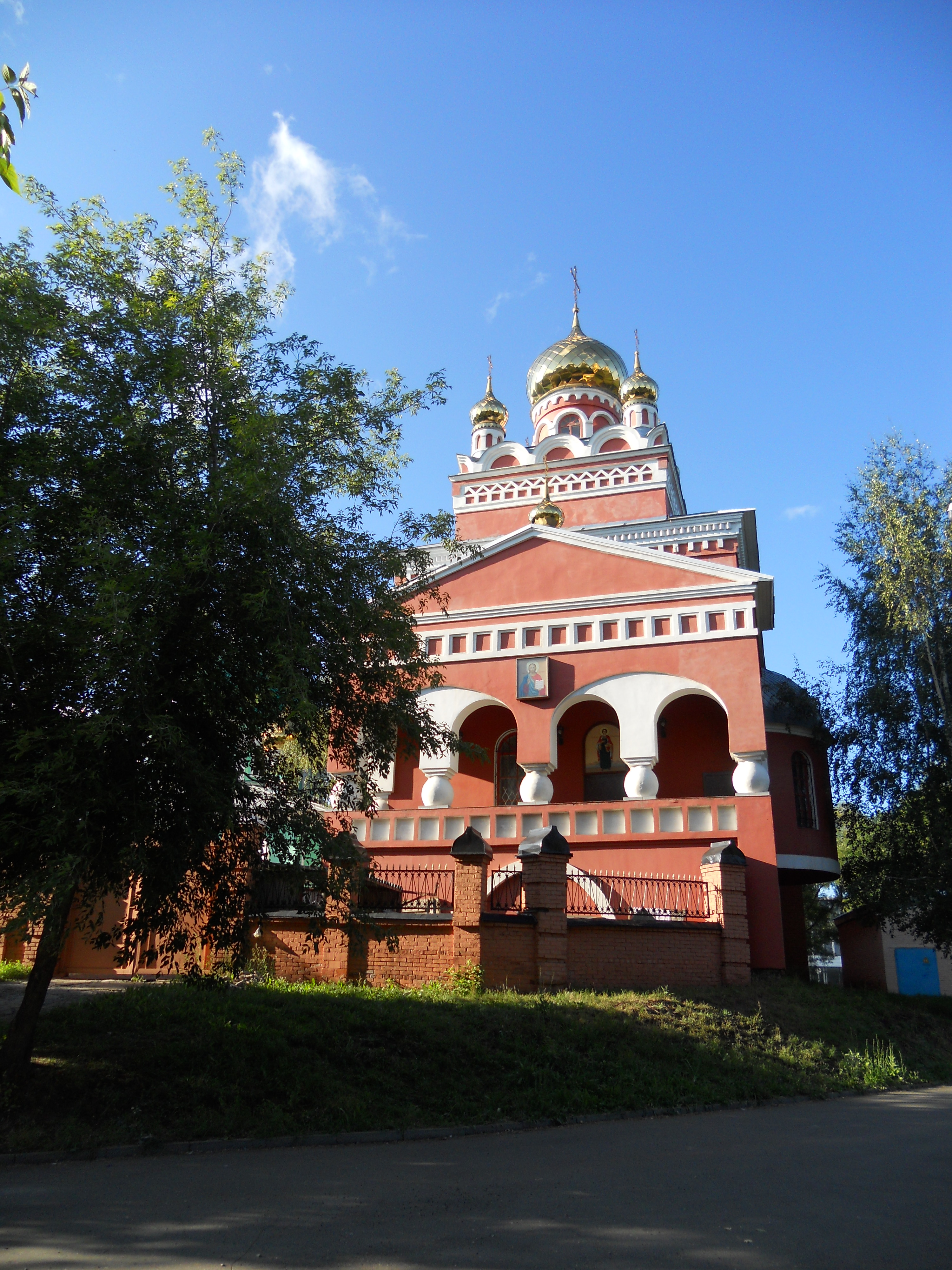
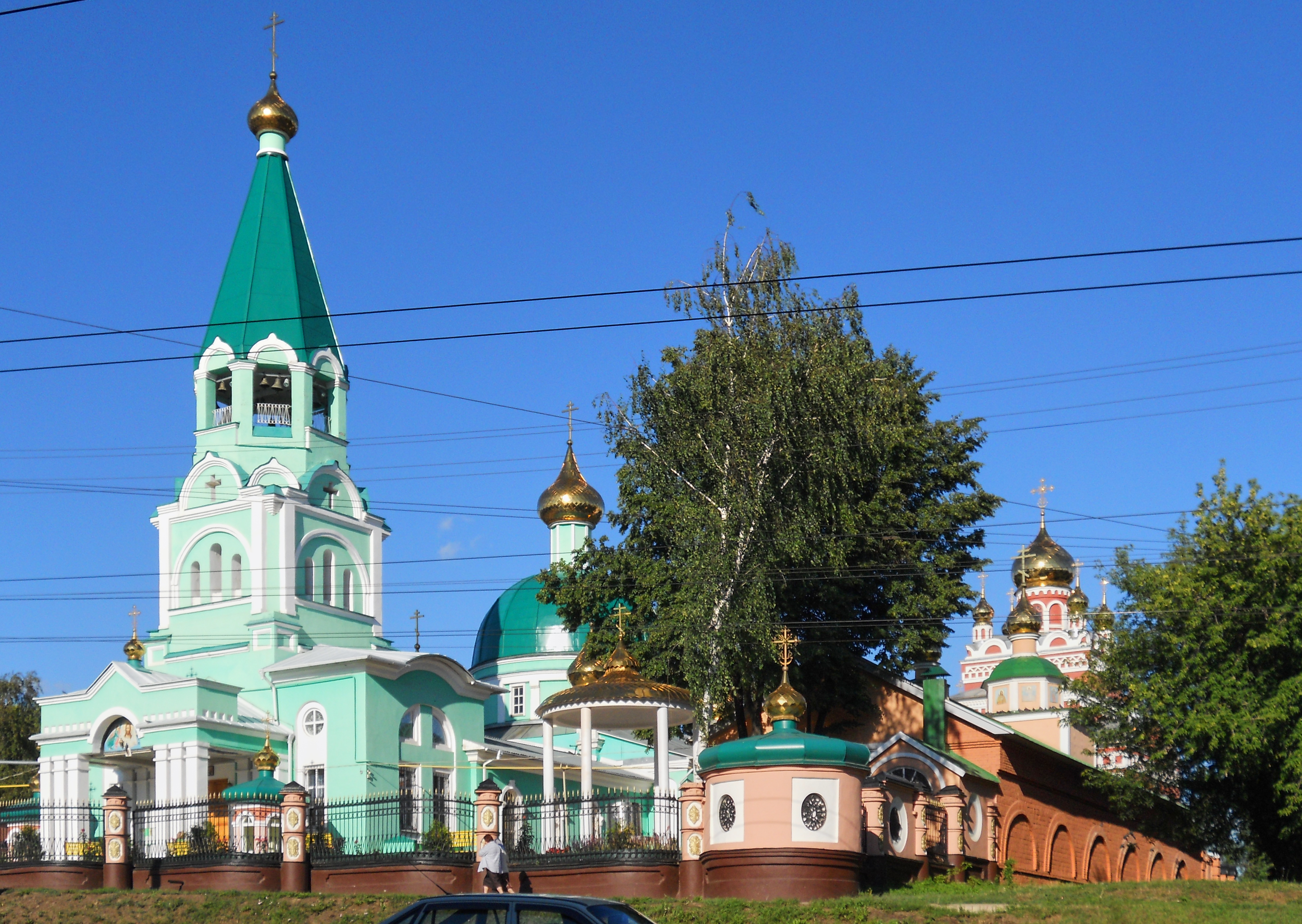
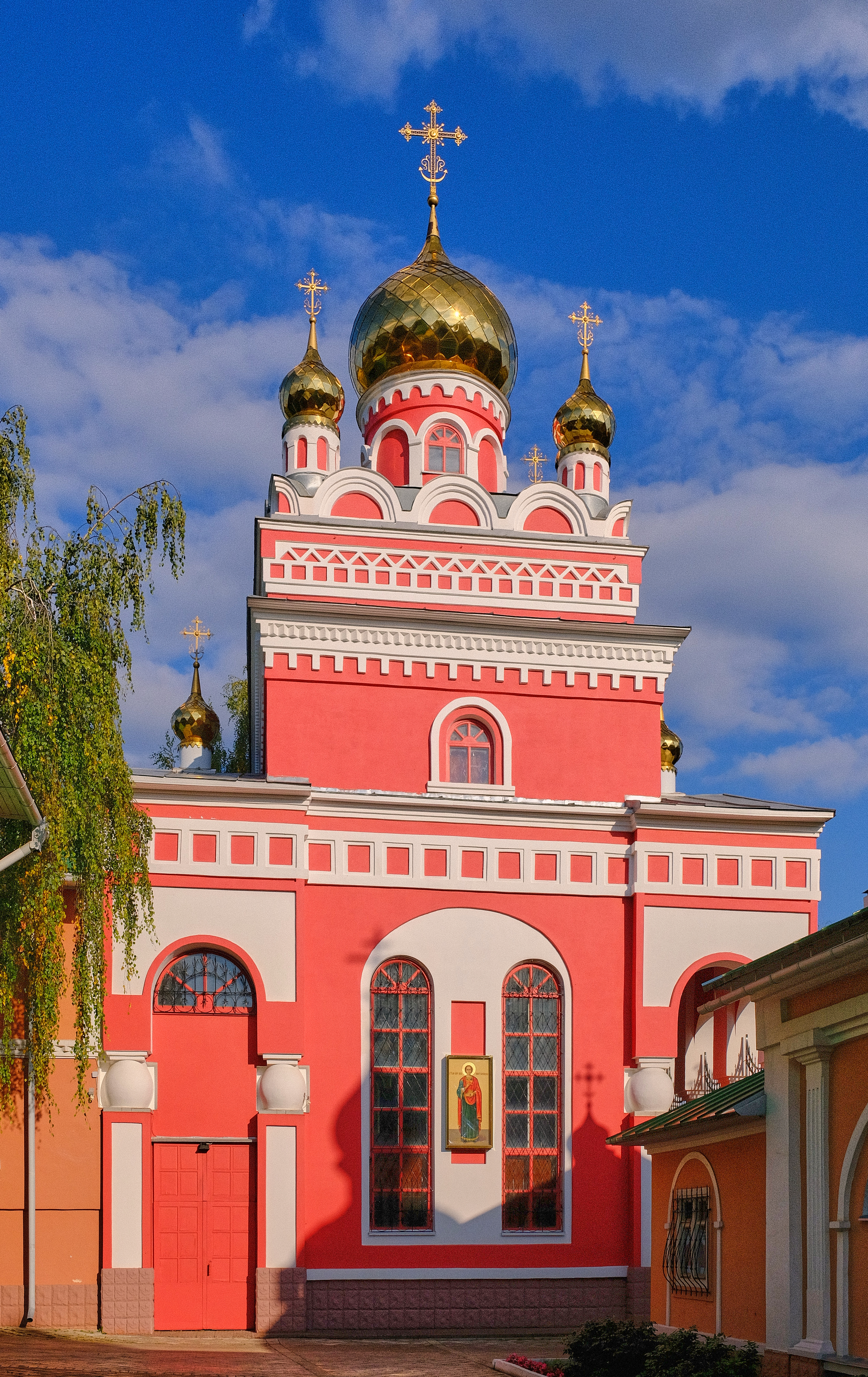
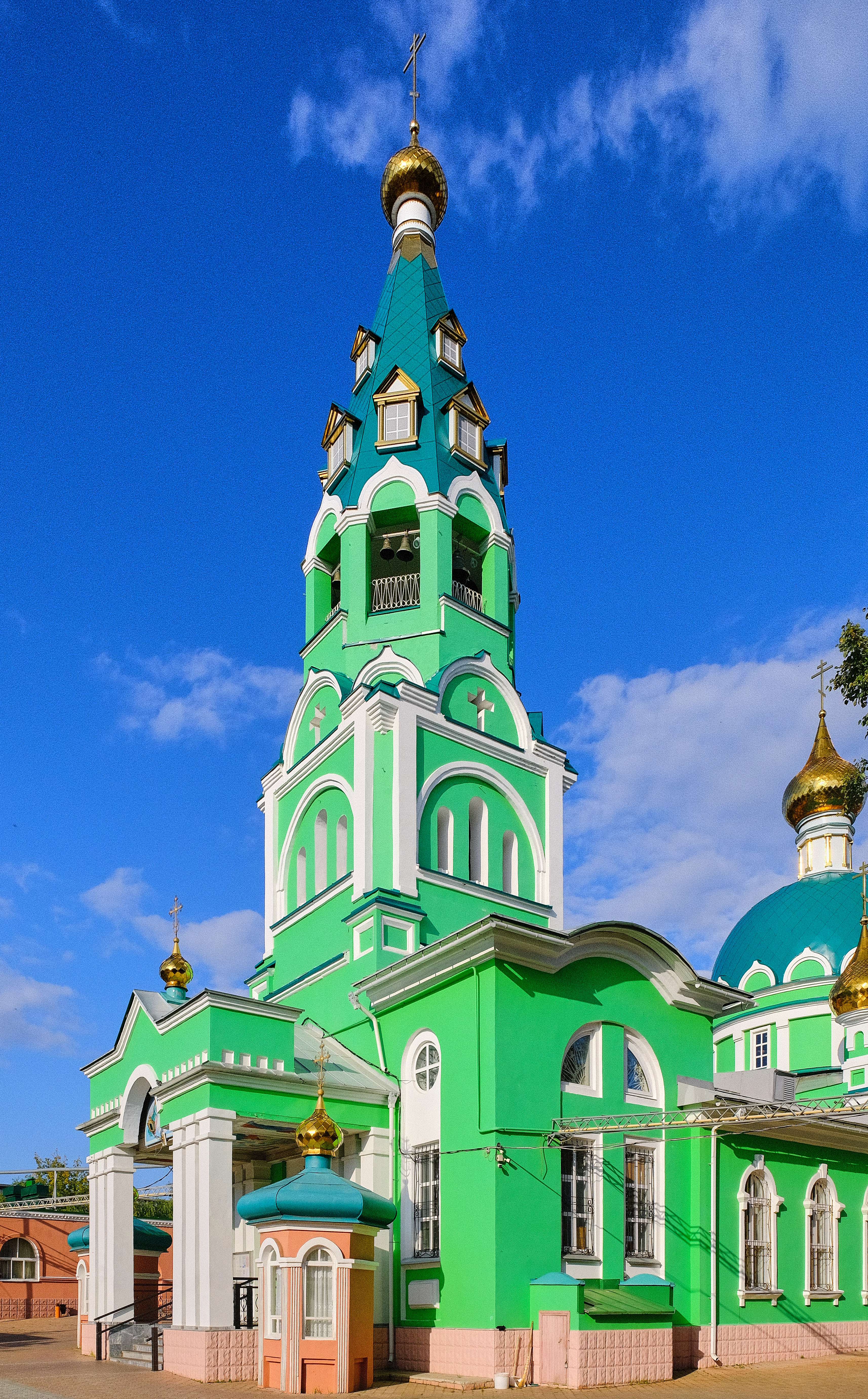
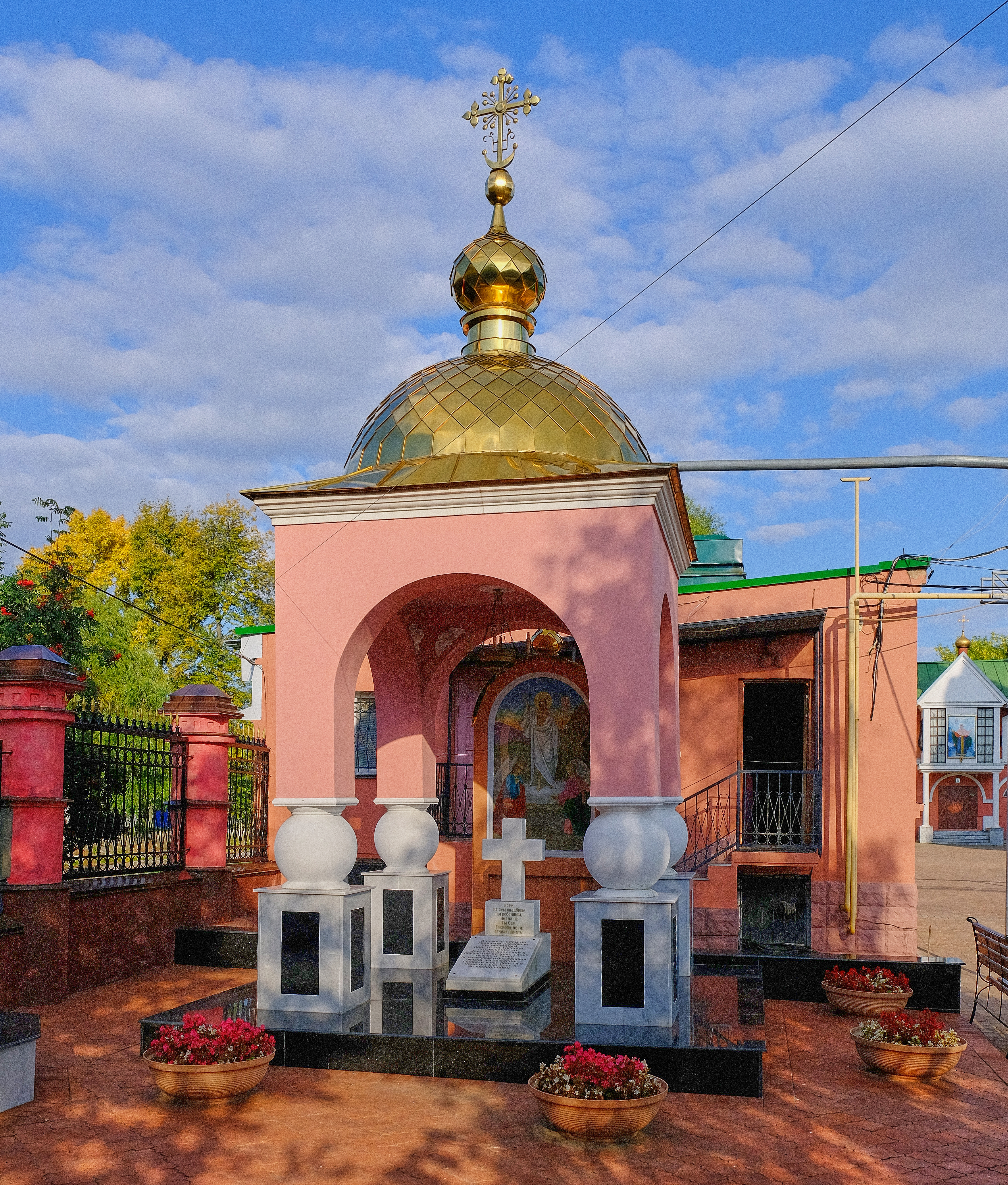